# Pyrus tadshikistanica
El perer del Tadjikistan (Pyrus tadshikistanica) és una espècie de perer de la família de les rosàcies, i és endèmica del Tadjikistan. Només es troba en aquest país, en zones concretes de les muntanyes del Pamir-Alai i a l'oest de la serralada del Tien Shan. Es considera que està en perill crític d'extinció.

## Taxonomia
Des d'un punt de vista taxonòmic, aquesta espècie es va descriure inicialment com una varietat silvestre de Pyrus communis, i després com un híbrid entre Pyrus communis i Pyrus sinensiz. No va ser fins 1964 que Zapryagaeva va determinar que tot i poder-se confondre fàcilment i també hibridar amb Pyrus communis, Pyrus tadshikistanica era fonamentalment diferent i, per tant, una altra espècie. La identificació de l'espècie és complicada i ho és encara més quan s'hi han empeltat altres perers a sobre. En aquest cas, l'únic criteri per determinar l'espècie són els brots que creixen directament de l'arrel de l'arbre.

## Descripció
Pyrus tadshikistanica és un arbre que amida entre 15 i 20 metres d'açada, amb un diàmetre de tronc d'entre 35 i 40 centímetres, si bé en zones àrides pot prendre una forma arbustiva i fer entre 2 i 4 metres d'alçada, amb troncs d'entre 10 i 15 centímetres de diàmetre. El color de l'escorça en els arbres vells és gris o gris fosc, amb fissures i llis. Els brots anuals són de color marró vermellós. Les fulles fan entre 5 i 6 centímetres de llarg i poden ser oblanceolades, ovals o rodones. Normalment són rígides, avellutades i glabres a l'anvers, amb alguns pèls repartits al revers. Els pecíols normalment fan entre 5 i 6 centímetres i són prims i groguencs. Les inflorescències fan entre 3 i 8 centímetres de diàmetre i contenen entre 5 i 6 flors, que són piloses. Els pètals amiden fins a 1,5 centímetres i són blancs, rodons i semblen fets de paper. Els sèpals són punxeguts i una mica triangulars, pilosos a l'exterior i llanosos a l'interior. Normalment hi ha entre 18 i 22 estams, d'igual llargada. L'ovari és pilós però després es torna glabre. Els fruits fan entre 4 i 5 centímetres de llargada, són esfèrics o amb forma de pera. Quan són madurs, els fruits tenen una pela dura i de color groc verdós, amb molts punts blancs. La carn és basta, de gust àcid, amarg i dolç, agradable. Normalment hi ha entre tres i quatre llavors per fruit i són allargades, negres i brillants.

## Distribució
Aquest arbre, com indica el seu nom, és propi de Tadjikistan, i actualment la seva distribució es concentra en tres punts d'aquest país: es pot trobar a la secció Tavildara de l'extens Parc Nacional Tajik, situat a l'est del país (regió del Gorno-Badakhxan), a la reserva natural de Childukhtaron i a la reserva natural de Dashtijum, ambdues situades al sud, a la regió de Khatlon.